# Santa Cruz - Trindade
Santa Cruz - Trindade era una freguesia portuguesa del municipio de Chaves, distrito de Vila Real.

## Historia
Freguesia urbana que ocupaba la zona norte del casco urbano de Chaves. Se constituyó el 12 de julio de 2001, por segregación de la freguesia de Outeiro Seco.
Fue suprimida el 28 de enero de 2013, en aplicación de una resolución de la Asamblea de la República portuguesa promulgada el 16 de enero de 2013 al unirse con la freguesia de Sanjurge, formando la nueva freguesia de Santa Cruz/Trindade e Sanjurge.